# 1462
Portal Geschichte | Portal Biografien | Aktuelle Ereignisse | Jahreskalender | Tagesartikel

◄ |
14. Jahrhundert |
15. Jahrhundert
| 16. Jahrhundert | ►

◄ |
1430er |
1440er |
1450er |
1460er
| 1470er | 1480er | 1490er | ►

◄◄ |
◄ |
1458 |
1459 |
1460 |
1461 |
1462
| 1463 | 1464 | 1465 | 1466 | ► | ►►
Staatsoberhäupter  · Nekrolog
| Januar | Januar | Januar | Januar | Januar | Januar | Januar | Januar |
| Kw     | Mo     | Di     | Mi     | Do     | Fr     | Sa     | So     |
| ------ | ------ | ------ | ------ | ------ | ------ | ------ | ------ |
| 53     |        |        |        |        | 1      | 2      | 3      |
| 1      | 4      | 5      | 6      | 7      | 8      | 9      | 10     |
| 2      | 11     | 12     | 13     | 14     | 15     | 16     | 17     |
| 3      | 18     | 19     | 20     | 21     | 22     | 23     | 24     |
| 4      | 25     | 26     | 27     | 28     | 29     | 30     | 31     |

| Februar | Februar | Februar | Februar | Februar | Februar | Februar | Februar |
| Kw      | Mo      | Di      | Mi      | Do      | Fr      | Sa      | So      |
| ------- | ------- | ------- | ------- | ------- | ------- | ------- | ------- |
| 5       | 1       | 2       | 3       | 4       | 5       | 6       | 7       |
| 6       | 8       | 9       | 10      | 11      | 12      | 13      | 14      |
| 7       | 15      | 16      | 17      | 18      | 19      | 20      | 21      |
| 8       | 22      | 23      | 24      | 25      | 26      | 27      | 28      |

| März | März | März | März | März | März | März | März |
| Kw   | Mo   | Di   | Mi   | Do   | Fr   | Sa   | So   |
| ---- | ---- | ---- | ---- | ---- | ---- | ---- | ---- |
| 9    | 1    | 2    | 3    | 4    | 5    | 6    | 7    |
| 10   | 8    | 9    | 10   | 11   | 12   | 13   | 14   |
| 11   | 15   | 16   | 17   | 18   | 19   | 20   | 21   |
| 12   | 22   | 23   | 24   | 25   | 26   | 27   | 28   |
| 13   | 29   | 30   | 31   |      |      |      |      |

| April | April | April | April | April | April | April | April |
| Kw    | Mo    | Di    | Mi    | Do    | Fr    | Sa    | So    |
| ----- | ----- | ----- | ----- | ----- | ----- | ----- | ----- |
| 13    |       |       |       | 1     | 2     | 3     | 4     |
| 14    | 5     | 6     | 7     | 8     | 9     | 10    | 11    |
| 15    | 12    | 13    | 14    | 15    | 16    | 17    | 18    |
| 16    | 19    | 20    | 21    | 22    | 23    | 24    | 25    |
| 17    | 26    | 27    | 28    | 29    | 30    |       |       |

| Mai | Mai | Mai | Mai | Mai | Mai | Mai | Mai |
| Kw  | Mo  | Di  | Mi  | Do  | Fr  | Sa  | So  |
| --- | --- | --- | --- | --- | --- | --- | --- |
| 17  |     |     |     |     |     | 1   | 2   |
| 18  | 3   | 4   | 5   | 6   | 7   | 8   | 9   |
| 19  | 10  | 11  | 12  | 13  | 14  | 15  | 16  |
| 20  | 17  | 18  | 19  | 20  | 21  | 22  | 23  |
| 21  | 24  | 25  | 26  | 27  | 28  | 29  | 30  |
| 22  | 31  |     |     |     |     |     |     |

| Juni | Juni | Juni | Juni | Juni | Juni | Juni | Juni |
| Kw   | Mo   | Di   | Mi   | Do   | Fr   | Sa   | So   |
| ---- | ---- | ---- | ---- | ---- | ---- | ---- | ---- |
| 22   |      | 1    | 2    | 3    | 4    | 5    | 6    |
| 23   | 7    | 8    | 9    | 10   | 11   | 12   | 13   |
| 24   | 14   | 15   | 16   | 17   | 18   | 19   | 20   |
| 25   | 21   | 22   | 23   | 24   | 25   | 26   | 27   |
| 26   | 28   | 29   | 30   |      |      |      |      |

| Juli | Juli | Juli | Juli | Juli | Juli | Juli | Juli |
| Kw   | Mo   | Di   | Mi   | Do   | Fr   | Sa   | So   |
| ---- | ---- | ---- | ---- | ---- | ---- | ---- | ---- |
| 26   |      |      |      | 1    | 2    | 3    | 4    |
| 27   | 5    | 6    | 7    | 8    | 9    | 10   | 11   |
| 28   | 12   | 13   | 14   | 15   | 16   | 17   | 18   |
| 29   | 19   | 20   | 21   | 22   | 23   | 24   | 25   |
| 30   | 26   | 27   | 28   | 29   | 30   | 31   |      |

| August | August | August | August | August | August | August | August |
| Kw     | Mo     | Di     | Mi     | Do     | Fr     | Sa     | So     |
| ------ | ------ | ------ | ------ | ------ | ------ | ------ | ------ |
| 30     |        |        |        |        |        |        | 1      |
| 31     | 2      | 3      | 4      | 5      | 6      | 7      | 8      |
| 32     | 9      | 10     | 11     | 12     | 13     | 14     | 15     |
| 33     | 16     | 17     | 18     | 19     | 20     | 21     | 22     |
| 34     | 23     | 24     | 25     | 26     | 27     | 28     | 29     |
| 35     | 30     | 31     |        |        |        |        |        |

| September | September | September | September | September | September | September | September |
| Kw        | Mo        | Di        | Mi        | Do        | Fr        | Sa        | So        |
| --------- | --------- | --------- | --------- | --------- | --------- | --------- | --------- |
| 35        |           |           | 1         | 2         | 3         | 4         | 5         |
| 36        | 6         | 7         | 8         | 9         | 10        | 11        | 12        |
| 37        | 13        | 14        | 15        | 16        | 17        | 18        | 19        |
| 38        | 20        | 21        | 22        | 23        | 24        | 25        | 26        |
| 39        | 27        | 28        | 29        | 30        |           |           |           |

| Oktober | Oktober | Oktober | Oktober | Oktober | Oktober | Oktober | Oktober |
| Kw      | Mo      | Di      | Mi      | Do      | Fr      | Sa      | So      |
| ------- | ------- | ------- | ------- | ------- | ------- | ------- | ------- |
| 39      |         |         |         |         | 1       | 2       | 3       |
| 40      | 4       | 5       | 6       | 7       | 8       | 9       | 10      |
| 41      | 11      | 12      | 13      | 14      | 15      | 16      | 17      |
| 42      | 18      | 19      | 20      | 21      | 22      | 23      | 24      |
| 43      | 25      | 26      | 27      | 28      | 29      | 30      | 31      |

| November | November | November | November | November | November | November | November |
| Kw       | Mo       | Di       | Mi       | Do       | Fr       | Sa       | So       |
| -------- | -------- | -------- | -------- | -------- | -------- | -------- | -------- |
| 44       | 1        | 2        | 3        | 4        | 5        | 6        | 7        |
| 45       | 8        | 9        | 10       | 11       | 12       | 13       | 14       |
| 46       | 15       | 16       | 17       | 18       | 19       | 20       | 21       |
| 47       | 22       | 23       | 24       | 25       | 26       | 27       | 28       |
| 48       | 29       | 30       |          |          |          |          |          |

| Dezember | Dezember | Dezember | Dezember | Dezember | Dezember | Dezember | Dezember |
| Kw       | Mo       | Di       | Mi       | Do       | Fr       | Sa       | So       |
| -------- | -------- | -------- | -------- | -------- | -------- | -------- | -------- |
| 48       |          |          | 1        | 2        | 3        | 4        | 5        |
| 49       | 6        | 7        | 8        | 9        | 10       | 11       | 12       |
| 50       | 13       | 14       | 15       | 16       | 17       | 18       | 19       |
| 51       | 20       | 21       | 22       | 23       | 24       | 25       | 26       |
| 52       | 27       | 28       | 29       | 30       | 31       |          |          |

| Januar | Januar | Januar | Januar | Januar | Januar | Januar | Januar |
| Kw     | Mo     | Di     | Mi     | Do     | Fr     | Sa     | So     |
| ------ | ------ | ------ | ------ | ------ | ------ | ------ | ------ |
| 53     |        |        |        |        | 1      | 2      | 3      |
| 1      | 4      | 5      | 6      | 7      | 8      | 9      | 10     |
| 2      | 11     | 12     | 13     | 14     | 15     | 16     | 17     |
| 3      | 18     | 19     | 20     | 21     | 22     | 23     | 24     |
| 4      | 25     | 26     | 27     | 28     | 29     | 30     | 31     |

| Februar | Februar | Februar | Februar | Februar | Februar | Februar | Februar |
| Kw      | Mo      | Di      | Mi      | Do      | Fr      | Sa      | So      |
| ------- | ------- | ------- | ------- | ------- | ------- | ------- | ------- |
| 5       | 1       | 2       | 3       | 4       | 5       | 6       | 7       |
| 6       | 8       | 9       | 10      | 11      | 12      | 13      | 14      |
| 7       | 15      | 16      | 17      | 18      | 19      | 20      | 21      |
| 8       | 22      | 23      | 24      | 25      | 26      | 27      | 28      |

| März | März | März | März | März | März | März | März |
| Kw   | Mo   | Di   | Mi   | Do   | Fr   | Sa   | So   |
| ---- | ---- | ---- | ---- | ---- | ---- | ---- | ---- |
| 9    | 1    | 2    | 3    | 4    | 5    | 6    | 7    |
| 10   | 8    | 9    | 10   | 11   | 12   | 13   | 14   |
| 11   | 15   | 16   | 17   | 18   | 19   | 20   | 21   |
| 12   | 22   | 23   | 24   | 25   | 26   | 27   | 28   |
| 13   | 29   | 30   | 31   |      |      |      |      |

| April | April | April | April | April | April | April | April |
| Kw    | Mo    | Di    | Mi    | Do    | Fr    | Sa    | So    |
| ----- | ----- | ----- | ----- | ----- | ----- | ----- | ----- |
| 13    |       |       |       | 1     | 2     | 3     | 4     |
| 14    | 5     | 6     | 7     | 8     | 9     | 10    | 11    |
| 15    | 12    | 13    | 14    | 15    | 16    | 17    | 18    |
| 16    | 19    | 20    | 21    | 22    | 23    | 24    | 25    |
| 17    | 26    | 27    | 28    | 29    | 30    |       |       |

| Mai | Mai | Mai | Mai | Mai | Mai | Mai | Mai |
| Kw  | Mo  | Di  | Mi  | Do  | Fr  | Sa  | So  |
| --- | --- | --- | --- | --- | --- | --- | --- |
| 17  |     |     |     |     |     | 1   | 2   |
| 18  | 3   | 4   | 5   | 6   | 7   | 8   | 9   |
| 19  | 10  | 11  | 12  | 13  | 14  | 15  | 16  |
| 20  | 17  | 18  | 19  | 20  | 21  | 22  | 23  |
| 21  | 24  | 25  | 26  | 27  | 28  | 29  | 30  |
| 22  | 31  |     |     |     |     |     |     |

| Juni | Juni | Juni | Juni | Juni | Juni | Juni | Juni |
| Kw   | Mo   | Di   | Mi   | Do   | Fr   | Sa   | So   |
| ---- | ---- | ---- | ---- | ---- | ---- | ---- | ---- |
| 22   |      | 1    | 2    | 3    | 4    | 5    | 6    |
| 23   | 7    | 8    | 9    | 10   | 11   | 12   | 13   |
| 24   | 14   | 15   | 16   | 17   | 18   | 19   | 20   |
| 25   | 21   | 22   | 23   | 24   | 25   | 26   | 27   |
| 26   | 28   | 29   | 30   |      |      |      |      |

| Juli | Juli | Juli | Juli | Juli | Juli | Juli | Juli |
| Kw   | Mo   | Di   | Mi   | Do   | Fr   | Sa   | So   |
| ---- | ---- | ---- | ---- | ---- | ---- | ---- | ---- |
| 26   |      |      |      | 1    | 2    | 3    | 4    |
| 27   | 5    | 6    | 7    | 8    | 9    | 10   | 11   |
| 28   | 12   | 13   | 14   | 15   | 16   | 17   | 18   |
| 29   | 19   | 20   | 21   | 22   | 23   | 24   | 25   |
| 30   | 26   | 27   | 28   | 29   | 30   | 31   |      |

| August | August | August | August | August | August | August | August |
| Kw     | Mo     | Di     | Mi     | Do     | Fr     | Sa     | So     |
| ------ | ------ | ------ | ------ | ------ | ------ | ------ | ------ |
| 30     |        |        |        |        |        |        | 1      |
| 31     | 2      | 3      | 4      | 5      | 6      | 7      | 8      |
| 32     | 9      | 10     | 11     | 12     | 13     | 14     | 15     |
| 33     | 16     | 17     | 18     | 19     | 20     | 21     | 22     |
| 34     | 23     | 24     | 25     | 26     | 27     | 28     | 29     |
| 35     | 30     | 31     |        |        |        |        |        |

| September | September | September | September | September | September | September | September |
| Kw        | Mo        | Di        | Mi        | Do        | Fr        | Sa        | So        |
| --------- | --------- | --------- | --------- | --------- | --------- | --------- | --------- |
| 35        |           |           | 1         | 2         | 3         | 4         | 5         |
| 36        | 6         | 7         | 8         | 9         | 10        | 11        | 12        |
| 37        | 13        | 14        | 15        | 16        | 17        | 18        | 19        |
| 38        | 20        | 21        | 22        | 23        | 24        | 25        | 26        |
| 39        | 27        | 28        | 29        | 30        |           |           |           |

| Oktober | Oktober | Oktober | Oktober | Oktober | Oktober | Oktober | Oktober |
| Kw      | Mo      | Di      | Mi      | Do      | Fr      | Sa      | So      |
| ------- | ------- | ------- | ------- | ------- | ------- | ------- | ------- |
| 39      |         |         |         |         | 1       | 2       | 3       |
| 40      | 4       | 5       | 6       | 7       | 8       | 9       | 10      |
| 41      | 11      | 12      | 13      | 14      | 15      | 16      | 17      |
| 42      | 18      | 19      | 20      | 21      | 22      | 23      | 24      |
| 43      | 25      | 26      | 27      | 28      | 29      | 30      | 31      |

| November | November | November | November | November | November | November | November |
| Kw       | Mo       | Di       | Mi       | Do       | Fr       | Sa       | So       |
| -------- | -------- | -------- | -------- | -------- | -------- | -------- | -------- |
| 44       | 1        | 2        | 3        | 4        | 5        | 6        | 7        |
| 45       | 8        | 9        | 10       | 11       | 12       | 13       | 14       |
| 46       | 15       | 16       | 17       | 18       | 19       | 20       | 21       |
| 47       | 22       | 23       | 24       | 25       | 26       | 27       | 28       |
| 48       | 29       | 30       |          |          |          |          |          |

| Dezember | Dezember | Dezember | Dezember | Dezember | Dezember | Dezember | Dezember |
| Kw       | Mo       | Di       | Mi       | Do       | Fr       | Sa       | So       |
| -------- | -------- | -------- | -------- | -------- | -------- | -------- | -------- |
| 48       |          |          | 1        | 2        | 3        | 4        | 5        |
| 49       | 6        | 7        | 8        | 9        | 10       | 11       | 12       |
| 50       | 13       | 14       | 15       | 16       | 17       | 18       | 19       |
| 51       | 20       | 21       | 22       | 23       | 24       | 25       | 26       |
| 52       | 27       | 28       | 29       | 30       | 31       |          |          |

## Ereignisse

### Politik und Weltgeschehen

#### Heiliges Römisches Reich
- Eine Streitmacht von Truppen aus Böhmen und Eger fällt im Bayerischen Krieg in das Sechsämterland ein und richtet erhebliche Schäden durch Zerstörungen und Plünderungen an. Der Amtmann Friedrich von Dobeneck auf der Burg Thierstein zündet das Dorf Thierstein an, um zu verhindern, dass sich gegnerische Truppen darin verschanzen. Da er die Dorfbewohner in die Burg aufnimmt, kann er aufgrund der Versorgungslage aber nur kurz widerstehen, ebenso wird die Burg Hohenberg übergeben. Noch im Frühjahr brennen böhmische Truppen Weißenstadt nieder. Am Katharinenberg bei Wunsiedel gelingt es Jobst von Schirnding die Böhmen nach ihrer erfolglosen sechswöchigen Belagerung der Stadt aufgrund von Differenzen zwischen den Partnern Eger und Böhmen schließlich zurückzuschlagen.
- 30. Juni: Die Schlacht bei Seckenheim ist eine Entscheidungsschlacht im Badisch-Pfälzischen Krieg. Kurfürst  Friedrich von der Pfalz besiegt Ulrich V. von Württemberg und nimmt ihn gefangen.
- 28. Oktober: Entscheidung in der Mainzer Stiftsfehde: Erzbischof Adolf II. von Nassau erobert Mainz und beendet nach mehr als 200 Jahren ihre Existenz als Freie Stadt.
- In Frankfurt am Main wird ein Stadtviertel außerhalb der Stadtmauern fertiggestellt, in das die Juden der Stadt umziehen müssen.
- Auf dem Leibnitzer Generallandtag erfolgt die Vierteleinteilung der Steiermark, die primär der Steuereinhebung und Militärorganisation im Kampf gegen die Truppen Matthias Corvinus’ und gegen die Türken dient.

#### Weitere Ereignisse in Mitteleuropa

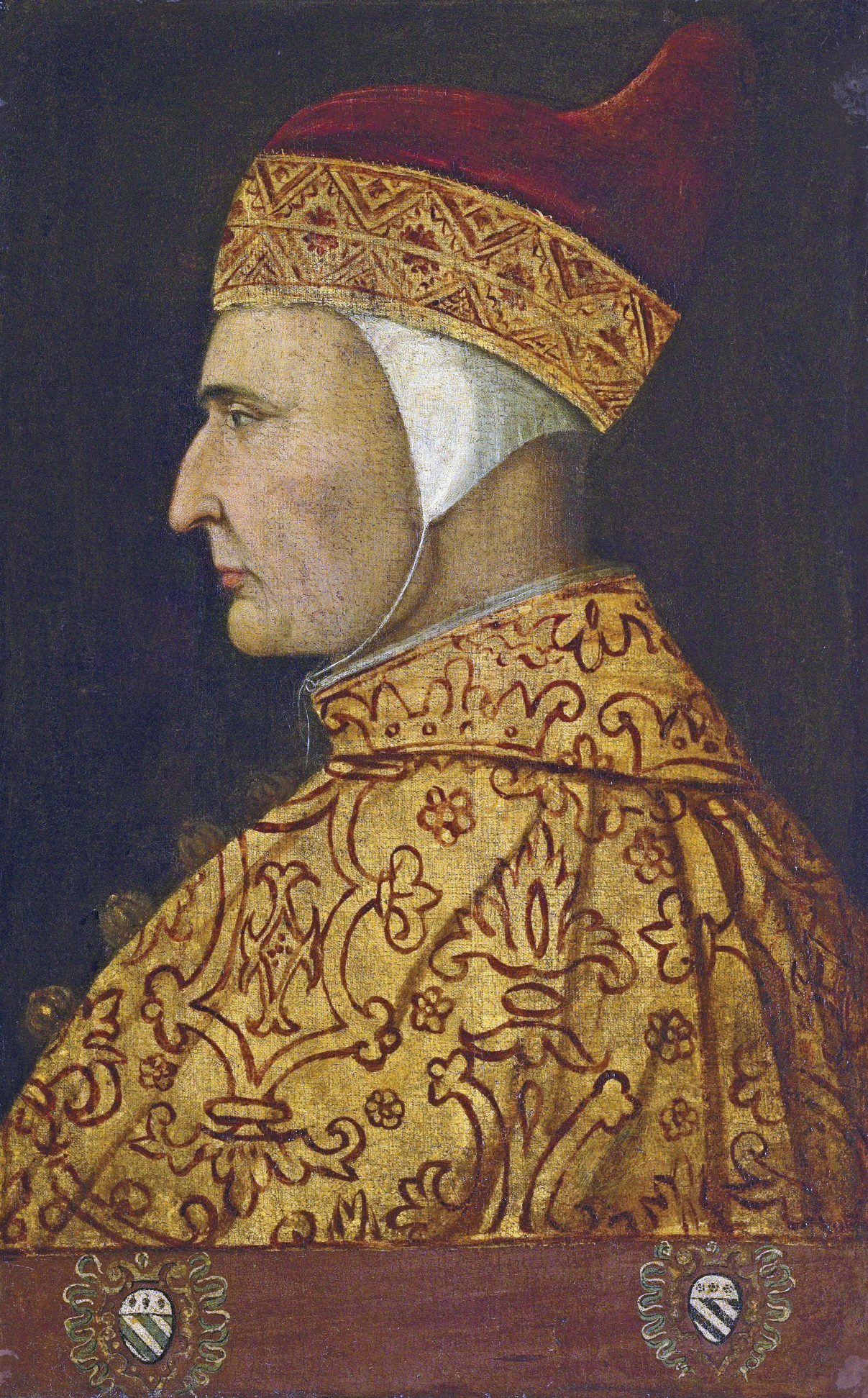
Doge Cristoforo Moro

- 7. Mai: Pasquale Malipiero, Doge von Venedig, stirbt. Sein Nachfolger wird Cristoforo Moro. Unter ihm geht die längere friedliche Epoche der Seerepublik zu Ende.
- 17. September: In der Schlacht bei Schwetzin im Dreizehnjährigen Krieg siegt das Heer des Königreichs Polen unter seinem Anführer Piotr Dunin im Bündnis mit dem Preußischen Bund über den Deutschordensstaat und das Herzogtum Pommern.
- 2. Dezember: Johann Giskra nimmt den walachischen König Vlad III. Drăculea durch eine Täuschung gefangen und übergibt ihn dem ungarischen König Matthias Corvinus.
- Die polnische Krone zieht das Fürstentum Bels als erledigtes Lehen ein. Auf dem Gebiet wird die Woiwodschaft Bełz eingerichtet.

#### Osteuropa
- 27. März: Iwan III. wird nach dem Tod seines Vaters Wassili II. Herrscher über das Großfürstentum Moskau.

#### Iberische Halbinsel
- 16. August: Im Zuge der Reconquista erobert das Königreich Kastilien das maurische Gibraltar vom Emirat von Granada.

#### Entdeckungsfahrten
- 22. Januar: Die Portugiesen entdecken die Insel São Vicente, eine der im Atlantik gelegenen Kapverdischen Inseln.
- Der Genueser in portugiesischen Diensten Antonio de Noli gründet auf der kapverdischen Insel Santiago eine kleine Garnison mit dem Namen Ribeira Grande, das heutige Cidade Velha. Sie ist die erste ständige europäische Siedlung in den Tropen.

### Wirtschaft
- Ulrich Haan eröffnet die erste Buchdruckerei Wiens, diese wird jedoch schon bald wegen eines bei ihm gedruckten Pamphlets gegen Bürgermeister Holzer vom Pöbel zerstört. Haan wandert nach Rom aus.

### Kultur und Religion
- 31. März: Papst Pius II. verwirft die mit den Hussiten bestehenden Böhmischen Kompaktaten und verlangt die kirchliche Wiedervereinigung in Böhmen. Erst über ein Jahrhundert später erfüllt sich dieser Wunsch.

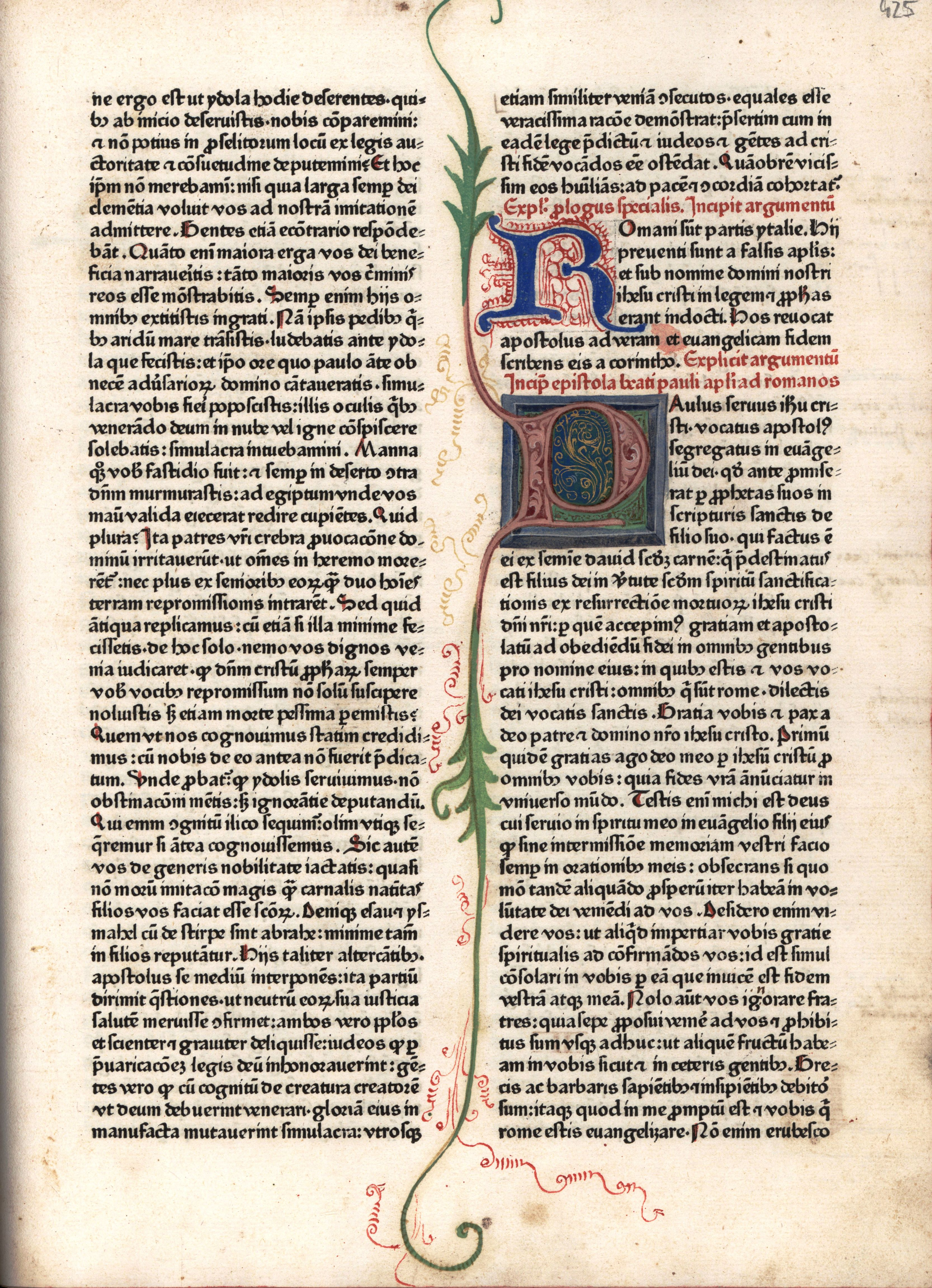
Fust-Schöffer-Bibel, Ende des Prologs zum Römerbrief und Anfang des Briefs

- Johannes Fust und Peter Schöffer drucken in Mainz in lateinischer Sprache und in Gotico-Antiqua-Schrift die Fust-Schöffer-Bibel. Es handelt sich um die erste Bibelausgabe, in der Drucker und Druckdatum genannt sind und die eine Druckermarke aufweist.

## Geboren

### Geburtsdatum gesichert
- 2. Januar: Piero di Cosimo, italienischer Maler und Zeichner († 1521)
- Januar: Edzard I., Graf von Ostfriesland († 1528)
- 17. Januar: Peter IV. von Rosenberg, böhmischer Adeliger und Landeshauptmann († 1523)
- 1. Februar: Johannes Trithemius, deutscher Abt, Gelehrter, Humanist, Autor, Kryptologe und Hexentheoretiker († 1516)
- 28. Februar: Johanna von Kastilien, spanische Adlige, Prinzessin von Kastilien, Königin von Portugal († 1530)
- 31. Mai: Philipp II., deutscher Adliger, Graf von Hanau-Lichtenberg († 1504)
- 27. Juni: Ludwig XII., König von Frankreich († 1515)
- 24. Juli: Johannes Manardus, italienischer Arzt († 1536)
- 26. August: Piero de Ponte, 45. Großmeister des Malteserordens († 1535)
- 8. September: Konrad Adelmann von Adelmannsfelden, deutscher Humanist und Kanoniker († 1547)
- 16. September: Pietro Pomponazzi, italienischer Philosoph und Humanist († 1525)
- 26. September: Engelbert von Kleve, deutscher Adliger, Graf von Nevers, Étampes und Eu († 1506)
- 26. November: Alexander von Pfalz-Zweibrücken, deutscher Adliger, Herzog von Zweibrücken und Veldenz († 1514)
- 28. Dezember: Luise von Savoyen, französische Adlige und Nonne, katholische Selige († 1503)

### Genaues Geburtsdatum unbekannt
- Fabian von Auerswald, deutscher Adliger, Autor († nach 1540)
- Jodocus Badius, flämischer Buchdrucker, Humanist († 1535)
- Piero di Cosimo, italienischer Maler, Zeichner († um 1521)
- Jakob Köbel, deutscher Stadtschreiber, Autor, Buchdrucker, Verleger († 1533)
- Jakob von Liebenstein, deutscher Adliger, Erzbischof von Mainz († 1508)
- Petrus Magni, schwedischer Bischof († 1534)
- La Sen Thai Puvanart, laotischer König von Lang Chang († 1495)
- Clemente Grosso della Rovere, italienischer Adliger, Kardinal († 1504)
- Ulrich von Sax, Schweizer Diplomat, Söldnerführer, Militärunternehmer, 1. Oberbefehlshaber der Schweizer Armee († 1538)

## Gestorben

### Erstes Halbjahr
- 1. Januar (oder 31. Dezember 1461): Siemowit VI., Herzog in Masowien, Fürst von Rawa, Płock, Bels, Płońsk, Zawkrze und Wizna, sowie in Gostynin (* 1446)
- 20. Februar: Aubrey de Vere, englischer Ritter
- 27. März: Wassili II., Großfürst von Moskau (* 1415)
- 28. April: Ulrich II. von Rosenberg, böhmischer Adliger, Herr von Rosenberg, Statthalter in Böhmen (* 1403)

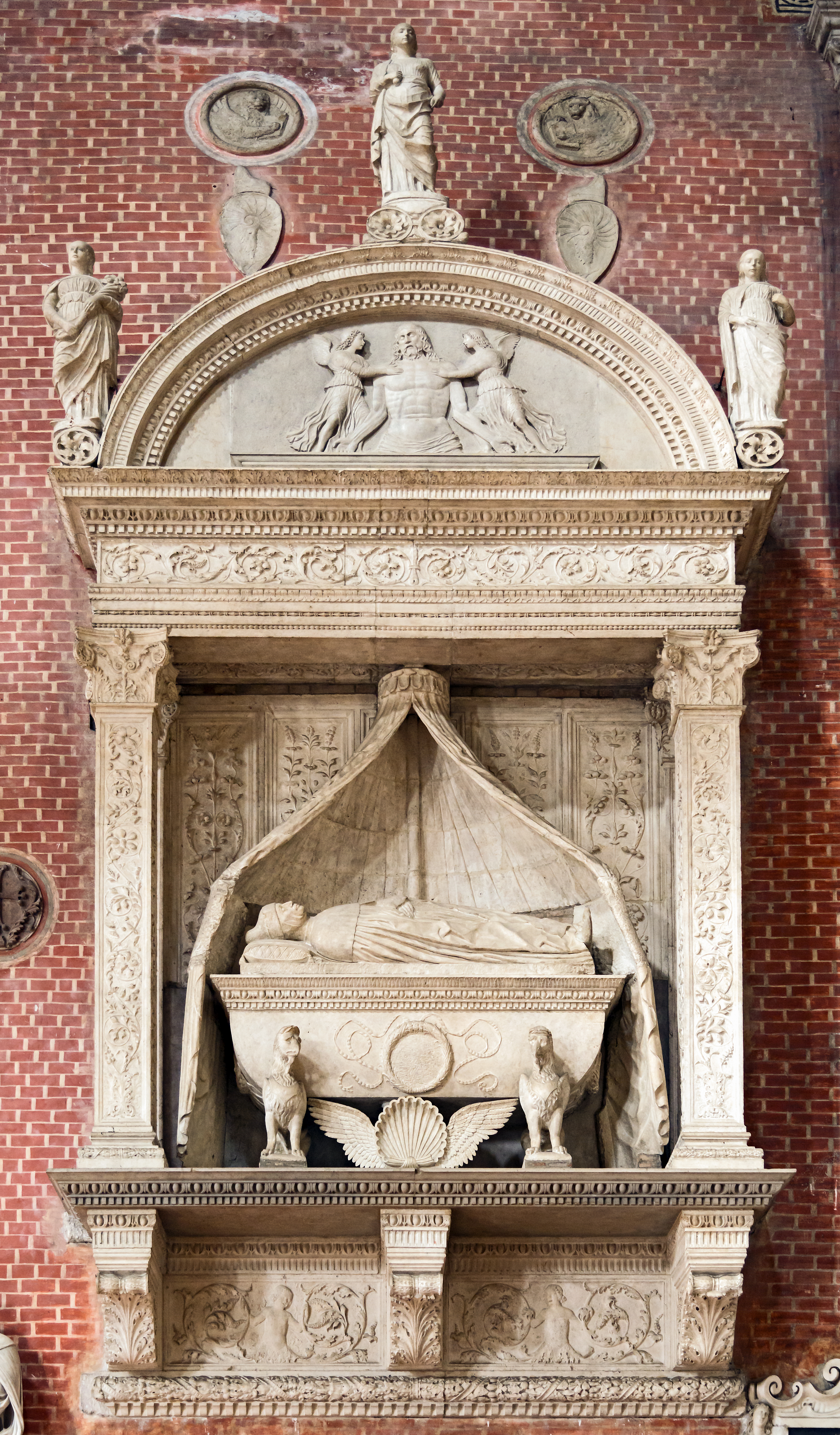
Grabmal Pasquale Malipieros in San Zanipolo

- 7. Mai: Pasquale Malipiero, venezianischer Prokurator, 66. Doge von Venedig (* um 1392)
- 8. Mai: Palla Strozzi, italienischer Kaufmann, Humanist (* um 1373)
- 14. Mai: Jeanne de Marle, Gräfin von Marle und Soissons (* um 1415)
- 22. Mai: Johann II. von Görz, deutscher Adliger, Graf von Görz (* um 1433)
- 28. Mai: Luis de Beaumont, navarresischer Adliger, 1. Conde de Lerín (* 1412)
- 25. Juni: Catherine d’Alençon, französische Adlige, Herzogin von Bayern-Ingolstadt (* vor 1396)

### Zweites Halbjahr
- 22. August: Giosia Acquaviva, Herzog von Atri und Graf von San Flaviano
- 1. September: Theobald Schweinpeck, Bischof von Lavant
- 17. September: Anna von Sachsen, deutsche Adlige, Prinzessin von Sachsen, Landgräfin von Hessen (* 1420)
- 11. November: Anne de Lusignan, Herzogin von Savoyen (* 1418)
- 13. November: Anna von Österreich, österreichische Prinzessin, Landgräfin von Thüringen, Herzogin von Sachsen, Herzogin von Luxemburg (* 1432)
- 14. November: George Douglas, schottischer Adliger, 4. Earl of Angus (* 1429)
- 22. November: Heinrich von Hewen, Schweizer Adliger, Bischof von Konstanz (* um 1398)
- 24. Dezember: Peter Zmrzlík von Schweißing der Jüngere, böhmischer Adeliger
- 31. Dezember: Heinrich Rubenow, deutscher Ratsherr, Bürgermeister von Greifswald (* um 1400)

### Genaues Todesdatum unbekannt
- Lukas Watzenrode der Ältere, schlesischer Handelsmann (* 1400)
- Dietrich Ebbracht, deutscher Kanoniker, Scholastiker, Protonotar, Kirchenpolitiker (* 1395)
- Sebald Fyoll, deutscher Maler (* zwischen 1400 und 1410)
- Niccolo II. Gattilusio, genuesischer Archon von Lesbos (* nach 1415)
- Michele Giambono, venezianischer Maler, Mosaizist (* 1400)
- Dai Jin, chinesischer Maler (* 1388)
- Konrad von Lintorff, deutscher Bischof von Havelberg (* vor 1405)
- Bernard de Pardiac, französischer Adliger, Graf von Pardiac, La Marche und Castres, Herzog von Nemours (* 1400)
- Alain IX. de Rohan, französischer Adliger, Graf von Porhoët, Baron vom Pontchâteau (* vor 1405)
- Nicolas Rolin, burgundischer Kanzler (* 1376)
- Hans von Tübingen, deutscher Maler, Radierer, Glasmaler (* um 1400)
- William Tyrell of Beeches, englischer Ritter